# Governo dos Cem Dias
O período conhecido como os Cem Dias (também chamado de Cem Dias de Napoleão ou Governo dos Cem Dias) marca o período do retorno do imperador francês Napoleão I ao poder, após sua fuga do exílio na ilha de Elba. Ele chegou em Paris em 20 de março de 1815. Determinados a removê-lo do trono de uma vez por todas, diversas potências europeias, como a Inglaterra, Rússia, Prússia e Áustria, formaram uma nova coalizão (a Sétima Coligação) contra a França. A volta de Napoleão aconteceu ao mesmo tempo em que o Congresso de Viena estava em andamento. Em 13 de março, sete dias antes do imperador francês marchar na capital, os dignitários europeus em Viena declararam Bonaparte oficialmente um fora da lei. E em 25 de março Áustria, Prússia, Rússia e Reino Unido, as quatro grandes potências e membros-chave da Sétima Coligação, obrigaram-se a colocar 150 000 homens de cada exército no campo para acabar com seu governo.
Este período viu o último grande conflito das Guerras Napoleônicas, após a derrota de Napoleão na batalha de Waterloo. Os aliados marcharam sobre Paris novamente e mais uma vez reinstauraram a monarquia dos Bourbon no poder. Bonaparte foi levado ao exílio novamente. Desta vez, os britânicos decidiram exilá-lo ainda mais longe do continente europeu, mandando-o para a ilha de Santa Helena, onde ele ficaria até sua morte, em maio de 1821.

## Retorno à França
Enquanto os Aliados estavam distraídos, Napoleão resolveu seu problema de maneira característica. Em 26 de fevereiro de 1815, quando os navios de guarda britânicos e franceses estavam ausentes, sua pequena frota, composta pelo brigue Inconstant, quatro pequenos transportes e duas feluccas, fugiu de Portoferraio com cerca de 1 000 homens e desembarcou em Golfe-Juan, entre Cannes e Antibes, em 1 de março de 1815. Exceto na Provença monárquica, ele foi calorosamente recebido. Ele evitou grande parte da Provença tomando uma rota através dos Alpes, marcada hoje como a Rota Napoleão.
Não disparando nenhum tiro em sua defesa, seu número de tropas aumentou até se tornar um exército. Em 5 de março, o 5º Regimento de Infantaria nominalmente monarquista em Grenoble foi para Napoleão em massa. No dia seguinte, eles se juntaram ao 7º Regimento de Infantaria sob o comando de seu coronel, Charles de la Bédoyère, que foi executado por traição pelos Bourbons após o fim da campanha. Uma anedota ilustra o carisma de Napoleão: quando as tropas monarquistas foram destacadas para deter a marcha da força de Napoleão diante de Grenoble em Laffrey, Napoleão saiu na frente deles, rasgou seu casaco e disse: "Se algum de vocês atirar em seu imperador, aqui estou". Os homens juntaram-se à sua causa.
O marechal Ney, agora um dos comandantes de Luís XVIII, havia dito que Napoleão deveria ser levado a Paris em uma jaula de ferro, mas, em 14 de março, em Lons-le-Saulnier (Jura), Ney se juntou a Napoleão com um pequeno exército de 6 000 homens. Em 15 de março, Joachim Murat, rei de Nápoles, declarou guerra à Áustria na tentativa de salvar seu trono, dando início à Guerra Napolitana. Quatro dias depois, depois de percorrer o campo prometendo reforma constitucional e eleições diretas para uma assembleia, para a aclamação da multidão reunida, Napoleão entrou na capital, de onde Luís XVIII havia fugido recentemente. (Ney foi preso em 3 de agosto de 1815, julgado em 16 de novembro e executado em 7 de dezembro de 1815.)
Os monarquistas não representaram uma grande ameaça: o duque d'Angoulême levantou uma pequena força no sul, mas em Valence não ofereceu resistência contra os imperialistas sob o comando de Emmanuel de Grouchy; e o duque, em 9 de abril de 1815, assinou uma convenção pela qual os monarquistas receberam um perdão gratuito do imperador. Os monarquistas da Vendeia se moveram mais tarde e causaram mais dificuldades para os imperialistas.

## Mobilização militar
Durante os Cem Dias, as nações da coalizão, assim como Napoleão, se mobilizaram para a guerra. Ao reassumir o trono, Napoleão descobriu que Luís XVIII o deixara com poucos recursos. Havia 56 000 soldados, dos quais 46 000 estavam prontos para fazer campanha.  No final de maio, o total de forças armadas disponíveis para Napoleão havia chegado a 198 000, com mais 66 000 em depósitos em treinamento, mas ainda não prontos para implantação.

## Começa a guerra
No Congresso de Viena, as grandes potências da Europa (Áustria, Grã-Bretanha, Prússia e Rússia) e seus aliados declararam Napoleão um fora-da-lei, e com a assinatura desta declaração em 13 de março de 1815, assim começou a Guerra da Sétima Coligação. As esperanças de paz que Napoleão alimentava desapareceram – a guerra era agora inevitável.
Um outro tratado (o Tratado de Aliança contra Napoleão) foi ratificado em 25 de março, no qual cada uma das grandes potências europeias concordou em prometer 150 000 homens para o próximo conflito. Tal número não era possível para a Grã-Bretanha, pois seu exército permanente era menor do que os de seus três pares. Além disso, suas forças estavam espalhadas pelo mundo, com muitas unidades ainda no Canadá, onde a Guerra de 1812 havia terminado recentemente. Com isso em mente, ela compensou suas deficiências numéricas pagando subsídios às outras potências e aos outros estados da Europa que contribuiriam com contingentes.
Algum tempo depois de os aliados terem começado a se mobilizar, foi acordado que a invasão planejada da França começaria em 1º de julho de 1815, muito mais tarde do que Gebhard Leberecht von Blücher e Wellington gostariam, já que ambos os seus exércitos estavam prontos em junho, à frente dos austríacos e russos; estes últimos ainda estavam a alguma distância. A vantagem desta data de invasão posterior foi que permitiu que todos os exércitos invasores da Coalizão tivessem a chance de estar prontos ao mesmo tempo. Eles poderiam mobilizar suas forças combinadas e numericamente superiores contra as forças menores e pouco espalhadas de Napoleão, garantindo assim sua derrota e evitando uma possível derrota dentro das fronteiras da França. No entanto, essa data de invasão adiada permitiu a Napoleão mais tempo para fortalecer suas forças e defesas, o que tornaria a derrota mais difícil e mais cara em vidas, tempo e dinheiro.
Napoleão agora tinha que decidir se travava uma campanha defensiva ou ofensiva. A defesa implicaria repetir a campanha de 1814 na França, mas com um número muito maior de tropas à sua disposição. As principais cidades da França (Paris e Lyon) seriam fortificadas e dois grandes exércitos franceses, o maior antes de Paris e o menor antes de Lyon, os protegeriam; francs-tireurs seriam encorajados, dando aos exércitos da Coalizão seu próprio gosto de guerrilha. 
Napoleão optou por atacar, o que implicou um ataque preventivo contra seus inimigos antes que todos estivessem totalmente reunidos e capazes de cooperar. Ao destruir alguns dos principais exércitos da Coalizão, Napoleão acreditou que seria capaz de levar os governos da Sétima Coalizão à mesa da paz para discutir termos favoráveis a si mesmo: a saber, a paz para a França, com ele mesmo permanecendo no poder como seu chefe. Se a paz fosse rejeitada pelas potências da Coalizão, apesar de qualquer sucesso militar preventivo que ele pudesse ter alcançado usando a opção militar ofensiva disponível para ele, então a guerra continuaria e ele poderia voltar sua atenção para derrotar o resto dos exércitos da Coalizão.
A decisão de Napoleão de atacar na Bélgica foi apoiada por várias considerações. Primeiro, ele havia aprendido que os exércitos britânico e prussiano estavam amplamente dispersos e poderiam ser derrotados em detalhes.  Além disso, as tropas britânicas na Bélgica eram em grande parte tropas de segunda linha; a maioria dos veteranos da Guerra Peninsular tinha sido enviada para a América para lutar na Guerra de 1812.  E, politicamente, uma vitória francesa poderia desencadear uma revolução amigável em Bruxelas francófona.

## Campanha de Waterloo
A Campanha de Waterloo (15 de junho - 8 de julho de 1815) foi travada entre o Exército Francês do Norte e dois exércitos da Sétima Coligação: um exército anglo-aliado e um exército prussiano. Inicialmente, o exército francês era comandado por Napoleão Bonaparte, mas ele partiu para Paris após a derrota francesa na Batalha de Waterloo. O comando então recaiu sobre os marechais Soult e Grouchy, que por sua vez foram substituídos pelo marechal Davout, que assumiu o comando a pedido do Governo Provisório francês. O exército anglo-aliado era comandado pelo duque de Wellington e o exército prussiano pelo príncipe Blücher.

### Início das hostilidades (15 de junho)
As hostilidades começaram em 15 de junho, quando os franceses entraram nos postos avançados prussianos e cruzaram o Sambre em Charleroi e garantiram a "posição central" preferida de Napoleão - na junção entre as áreas de acantonamento do exército de Wellington (a oeste) e o exército de Blücher a leste.

### Batalhas de Quatre Bras e Ligny
Em 16 de junho, os franceses prevaleceram, com o marechal Ney comandando a ala esquerda do exército francês segurando Wellington na Batalha de Quatre Bras e Napoleão derrotando Blücher na Batalha de Ligny.

### Interlúdio (17 de junho)
Em 17 de junho, Napoleão deixou Grouchy com a ala direita do exército francês para perseguir os prussianos, enquanto ele tomou as reservas e o comando da ala esquerda do exército para perseguir Wellington em direção a Bruxelas. Na noite de 17 de junho, o exército anglo-aliado virou-se e preparou-se para a batalha em uma escarpa suave, cerca de 1,6 km ao sul da vila de Waterloo.

### Batalha de Waterloo (18 de junho)
No dia seguinte, a Batalha de Waterloo provou ser a batalha decisiva da campanha. O exército anglo-aliado manteve-se firme contra repetidos ataques franceses, até que, com a ajuda de vários corpos prussianos que chegaram ao leste do campo de batalha no início da noite, eles conseguiram derrotar o exército francês. Grouchy, com a ala direita do exército, engajou uma retaguarda prussiana na Batalha de Wavre simultânea, e embora ele tenha obtido uma vitória tática, seu fracasso em impedir que os prussianos marchassem para Waterloo significou que suas ações contribuíram para a derrota francesa em Waterloo. No dia seguinte (19 de junho), Grouchy deixou Wavre e começou um longo retiro de volta a Paris.

### Invasão da França
Após a derrota em Waterloo, Napoleão optou por não permanecer com o exército e tentar reuni-lo, mas retornar a Paris para tentar garantir apoio político para novas ações. Isso ele não conseguiu. Os dois exércitos da Coalizão perseguiram ferozmente o exército francês até os portões de Paris, durante o qual os franceses, na ocasião, se voltaram e lutaram algumas ações protelatórias, nas quais milhares de homens foram mortos.

### Abdicação de Napoleão (22 de junho)
Ao chegar a Paris, três dias depois de Waterloo, Napoleão ainda se agarrava à esperança de uma resistência nacional concertada, mas o temperamento das câmaras e do público geralmente proibia qualquer tentativa desse tipo. Napoleão e seu irmão Lucien Bonaparte estavam quase sozinhos em acreditar que, dissolvendo as câmaras e declarando Napoleão ditador, poderiam salvar a França dos exércitos das potências que agora convergem para Paris. Até mesmo Davout, ministro da Guerra, avisou Napoleão que o destino da França cabia apenas às câmaras. Claramente, era hora de salvaguardar o que restava, e isso poderia ser mais bem feito sob o escudo de legitimidade de Talleyrand. Jean Jacques Régis de Cambacérès foi o ministro da Justiça durante este tempo e foi um confidente próximo de Napoleão.
O próprio Napoleão finalmente reconheceu a verdade. Quando Lucien o pressionou a "ousar", ele respondeu: "Infelizmente, eu já ousei demais". Em 22 de junho de 1815 ele abdicou em favor de seu filho, Napoleão II, bem sabendo que era uma formalidade, já que seu filho de quatro anos estava na Áustria.

### Governo Provisório Francês
Com a abdicação de Napoleão, um governo provisório com Joseph Fouché como presidente da Comissão Executiva foi formado, sob a autoridade nominal de Napoleão II.
Inicialmente, os remanescentes do Exército Francês do Norte (a ala esquerda e as reservas) que foi derrotado em Waterloo foram comandados pelo marechal Soult, enquanto Grouchy manteve o comando da ala direita que havia lutado em Wavre. No entanto, em 25 de junho, Soult foi demitido de seu comando pelo Governo Provisório e foi substituído por Grouchy, que por sua vez foi colocado sob o comando do marechal Davout.
No mesmo dia, 25 de junho, Napoleão recebeu de Fouché, o presidente do recém-nomeado governo provisório (e ex-chefe de polícia de Napoleão), uma intimação de que ele deveria deixar Paris. Retirou-se para Malmaison, a antiga casa de Joséphine, onde ela morreu pouco depois de sua primeira abdicação.
Em 29 de junho, a aproximação dos prussianos, que tinham ordens para tomar Napoleão, vivo ou morto, fez com que ele se retirasse para o oeste em direção a Rochefort, de onde esperava chegar aos Estados Unidos. A presença de navios de guerra da Marinha Real sob o comando do vice-almirante Henry Hotham, com ordens para impedir sua fuga, impediu este plano.

### Forças da coalizão entram em Paris (7 de julho)
As tropas francesas concentradas em Paris tinham tantos soldados quanto os invasores e mais canhões. Houve duas grandes escaramuças e algumas menores perto de Paris durante os primeiros dias de julho. Na primeira grande escaramuça, a Batalha de Rocquencourt, em 1 de julho, dragões franceses, apoiados pela infantaria e comandados pelo general Exelmans, destruíram uma brigada prussiana de hussardos sob o comando do coronel von Sohr (que foi gravemente ferido e feito prisioneiro durante a escaramuça), antes de recuar.  Na segunda escaramuça, em 3 de julho, o general Dominique Vandamme (sob o comando de Davout) foi decisivamente derrotado pelo general Hans Ernst Karl von Zieten (sob o comando de Blücher) na Batalha de Issy, forçando os franceses a recuar para Paris.
Com esta derrota, toda a esperança de manter Paris desapareceu e o Governo Provisório francês autorizou os delegados a aceitar os termos de capitulação, o que levou à Convenção de St. Cloud (a rendição de Paris) e ao fim das hostilidades entre a França e os exércitos de Blücher e Wellington.
Em 4 de julho, sob os termos da Convenção de St. Cloud, o exército francês, comandado pelo marechal Davout, deixou Paris e passou a atravessar o rio Loire. As tropas anglo-aliadas ocuparam Saint-Denis, Saint Ouen, Clichy e Neuilly. Em 5 de julho, o exército anglo-aliado tomou posse de Montmartre.  Em 6 de julho, as tropas anglo-aliadas ocuparam as Barreiras de Paris, à direita do Sena, enquanto os prussianos ocuparam as da margem esquerda.
Em 7 de julho, os dois exércitos da coalizão, com o I Corpo Prussiano de von Zieten como vanguarda, entraram em Paris. A Câmara dos Pares, tendo recebido do Governo Provisório uma notificação do curso dos acontecimentos, encerrou as suas sessões; a Câmara dos Deputados protestou, mas em vão. Seu presidente (Lanjuinais) renunciou à cadeira e, no dia seguinte, as portas foram fechadas e as abordagens guardadas pelas tropas da coalizão.

## Restauração de Luís XVIII
Em 8 de julho, o rei francês, Luís XVIII, fez sua entrada pública em Paris, em meio às aclamações do povo, e novamente ocupou o trono.
Durante a entrada de Luís XVIII em Paris, o conde Chabrol, prefeito do departamento do Sena, acompanhado pelo órgão municipal, dirigiu-se ao rei, em nome de seus companheiros, em um discurso que começava "Senhor", — Cem dias se passaram desde que sua majestade, forçado a arrancar-se de seus afetos mais queridos, deixou sua capital em meio a lágrimas e consternação pública. ...".

## Rendição de Napoleão (15 de julho)
Incapaz de permanecer na França ou escapar dela, Napoleão se rendeu ao capitão Frederick Maitland do HMS Bellerophon na madrugada de 15 de julho de 1815 e foi transportado para a Inglaterra. Napoleão foi levado para a ilha de Santa Helena, onde morreu como prisioneiro em maio de 1821.

## Outras campanhas e guerras
Enquanto Napoleão havia avaliado que as forças da Coalizão dentro e ao redor de Bruxelas, nas fronteiras do nordeste da França, representavam a maior ameaça, porque o exército russo de 150 000 ainda não estava no teatro, a Espanha demorou a se mobilizar, o exército austríaco de Carlos Filipe, Príncipe de Schwarzenberg de 210 000 demorou a cruzar o Reno, e outra força austríaca ameaçando a fronteira sudeste da França ainda não era uma ameaça direta, Napoleão ainda teve que colocar algumas forças extremamente necessárias em posições onde pudessem defender a França contra outras forças da coalizão, qualquer que fosse o resultado da campanha de Waterloo.

### Guerra Napolitana
A Guerra Napolitana entre o Reino Napoleônico de Nápoles e o Império Austríaco começou em 15 de março de 1815, quando o marechal Joachim Murat declarou guerra à Áustria, e terminou em 20 de maio de 1815 com a assinatura do Tratado de Casalanza.

### Guerra civil
A Provença e a Bretanha, que eram conhecidas por conter muitos simpatizantes monárquicos, não se revoltaram abertamente, mas La Vendée sim. Os monarquistas tomaram com sucesso Bressuire e Cholet, antes de serem derrotados pelo general Lamarque na Batalha de Rocheserviere em 20 de junho. Eles assinaram o Tratado de Cholet seis dias depois, em 26 de junho.

### Campanha austríaca

#### Fronteira do Reno
No início de junho, o Exército do Reno do general João Rapp, de cerca de 23 000 homens, com um fermento de tropas experientes, avançou em direção a Germersheim para bloquear o avanço esperado de Schwarzenberg, mas ao ouvir a notícia da derrota francesa em Waterloo, Rapp se retirou em direção a Estrasburgo em 28 de junho para verificar os 40 000 homens do III Corpo Austríaco do General Württemberg na Batalha de La Suffel - a última batalha campal das Guerras Napoleônicas e uma vitória francesa. No dia seguinte, Rapp continuou a recuar para Estrasburgo e também enviou uma guarnição para defender Colmar. Ele e seus homens não tomaram mais parte ativa na campanha e acabaram se submetendo aos Bourbons.
Ao norte do III Corpo de Württenberg, o IV Corpo Austríaco (Baviera) do General Karl Philipp von Wrede também cruzou a fronteira francesa, e então girou para o sul e capturou Nancy, contra alguma resistência popular local em 27 de junho. Anexado ao seu comando estava um destacamento russo, sob o comando do general Conde Lambert, que foi encarregado de manter as linhas de comunicação de Wrede abertas. No início de julho, Schwarzenberg, tendo recebido um pedido de Wellington e Blücher, ordenou que Wrede atuasse como a vanguarda austríaca e avançasse sobre Paris, e em 5 de julho, o corpo principal do IV Corpo de Wrede havia chegado a Châlons. Em 6 de julho, a guarda avançada fez contato com os prussianos, e em 7 de julho Wrede recebeu informações da Convenção de Paris e um pedido para se mudar para o Loire. Em 10 de julho, o quartel-general de Wrede estava em Ferté-sous-Jouarre e seu corpo posicionado entre o Sena e o Marne.
Mais ao sul, o I Corpo Austríaco do General Hieronymus von Colloredo-Mansfeld foi impedido pela Armée du Jura do General Lecourbe, que era composta em grande parte por Guardas Nacionais e outras reservas. Lecourbe lutou contra quatro ações protelatórias entre 30 de junho e 8 de julho em Foussemagne, Bourogne, Chèvremont e Bavilliers antes de concordar com um armistício em 11 de julho. O Corpo de Reserva do Arquiduque Fernando, juntamente com o II Corpo de Hohenzollern-Hechingen, sitiou as fortalezas de Hüningen e Mühlhausen, com duas brigadas suíças do exército suíço do general Niklaus Franz von Bachmann, ajudando no cerco de Huningen. Como outras forças austríacas, estas também foram incomodadas por francos-tireurs.

#### Fronteira italiana
Como Rapp mais ao norte, o marechal Luís Gabriel Suchet com a Armée des Alpes, tomou a iniciativa e em 14 de junho invadiu Saboia. Diante dele estava o general Frimont, com um exército austro-sardo de 75 000 homens baseado na Itália. No entanto, ao saber da derrota de Napoleão em Waterloo, Suchet negociou um armistício e voltou para Lyon, onde em 12 de julho entregou a cidade ao exército de Frimont.
A costa da Provença foi defendida pelas forças francesas sob o comando do marechal Guilherme Brune, que recuou lentamente para a cidade-fortaleza de Toulon, depois de se retirar de Marselha diante do exército austríaco de Nápoles sob o comando do general Bianchi, das forças anglo-sicilianas de Sir Hudson Lowe, apoiadas pela frota mediterrânea britânica de Lord Exmouth, e da Sardenha forças do general da Sardenha d'Osasco, sendo as forças deste último retiradas da guarnição de Nice. Brune não rendeu a cidade e seu arsenal naval até 31 de julho.

### Campanha russa
O corpo principal do exército russo, comandado pelo marechal de campo Conde Michael Andreas Barclay de Tolly e totalizando 167 950 homens, cruzou o Reno em Mannheim em 25 de junho - depois que Napoleão abdicou pela segunda vez - e, embora houvesse uma leve resistência em torno de Mannheim, ela havia acabado quando a vanguarda avançou até Landau. A maior parte do exército de Tolly chegou a Paris e seus arredores em meados de julho.

## Tratado de Paris
Issy foi o último compromisso de campo dos Cem Dias. Houve uma campanha contra fortalezas ainda comandadas por governadores bonapartistas que terminou com a capitulação de Longwy em 13 de setembro de 1815. O Tratado de Paris foi assinado em 20 de novembro de 1815, encerrando formalmente as Guerras Napoleônicas.
Sob o Tratado de Paris de 1815, o Tratado de Paris do ano anterior e a Ata Final do Congresso de Viena, de 9 de junho de 1815, foram confirmados. A França foi reduzida às suas fronteiras de 1790; perdeu os ganhos territoriais dos exércitos revolucionários em 1790-1792, que o tratado de Paris anterior havia permitido que a França mantivesse. A França foi agora também condenada a pagar 700 milhões de francos em indemnizações, em cinco prestações anuais e a manter, a expensas próprias, um exército de coligação de ocupação de 150 000 soldados nos territórios fronteiriços orientais da França, desde o Canal da Mancha até à fronteira com a Suíça, por um período máximo de cinco anos. O duplo propósito da ocupação militar ficou claro na convenção anexa ao tratado, delineando os termos incrementais pelos quais a França emitiria títulos negociáveis cobrindo a indenização: além de proteger os Estados vizinhos de um renascimento da revolução na França, garantiu o cumprimento das cláusulas financeiras do tratado.
No mesmo dia, em um documento separado, Grã-Bretanha, Rússia, Áustria e Prússia renovaram a Quádrupla Aliança. Os príncipes e as cidades livres que não eram signatários foram convidados a aderir aos seus termos, pelo que o tratado passou a fazer parte do direito público segundo o qual a Europa, com exceção do Império Otomano, estabeleceu "relações das quais deve derivar um sistema de equilíbrio real e permanente de poder na Europa".